# Ажесайя
«Ажесайя» (фр. Ajesaia) — мадагаскарский футбольный клуб из Антананариву. Выступает в региональной лиге Аналаманга. Домашние матчи проводит на стадионе Махамасина, вмещающем 22 000 зрителей.

## Достижения
- Лига чемпионов ТХБ: 2

2007, 2009
- Кубок Мадагаскара: 1

2006
- Суперкубок Мадагаскара: 2

2007, 2009
- Mondial Pupilles de Plomelin: 1

2005

## Международные соревнования
- Лига чемпионов КАФ: 1

2010 — Предварительный раунд
- Кубок Конфедерации КАФ: 1

2007 — Первый раунд